# قائمة مؤلفات علي الدفاع
تبلغ عدد مؤلفات علي بن عبد الله الدفاع (المولود في سنة 1362هـ/1943م) عالم الرياضيات سعودي 49 كتاب باللغتين العربية والإنجليزية، وله أكثر من 250 بحث ومقالة منشورة في مجلات سعودية وعالمية. تتحدث مؤلفاته عن الرياضيات والتراث العلمي العربي والإسلامي.

## من مؤلفاته
| #  | اسم الكتاب                                                                                                   |
| -- | --- |
| 1  | إسهام علماء العرب والمسلمين في الرياضيات (باللغة الإنجليزية).                                                |
| 2  | نوابغ علماء العرب والمسلمين في الرياضيات (باللغة العربية).                                                   |
| 3  | الرياضيات الحديثة تخاطب القدرات العقلية.                                                                     |
| 4  | الموجز في التراث العلمي العربي الإسلامي.                                                                     |
| 5  | العلوم البحتة في الحضارة العربية والإسلامية (باللغة العربية).                                                |
| 6  | المدخل إلى تاريخ الرياضيات عند العرب والمسلمين (باللغة العربية).                                             |
| 7  | لمحات من تاريخ الطب عند المسلمين الأوائل.                                                                    |
| 8  | أثر علماء العرب والمسلمين في تطوير علم الفلك (باللغة العربية).                                               |
| 9  | أعلام العرب والمسلمين في تطوير علم الفلك (باللغة العربية).                                                   |
| 10 | لمحات من تاريخ الحضارة العربية والإسلامية (باللغة العربية).                                                  |
| 11 | الهندسة التحليلية - للكليات المتوسطة (اشترك في تأليفه) (باللغة العربية).                                     |
| 12 | تاريخ العلوم عند العرب والمسلمين للكليات المتوسطة (باللغة العربية).                                          |
| 13 | العلوم الرياضية في الحضارة الإسلامية (مجلدين) (اشترك في تأليفه) (باللغة الإنجليزية).                         |
| 14 | دراسات في العلوم الصرفة في الحضارة الإسلامية (اشترك في تأليفه) (باللغة الإنجليزية).                          |
| 15 | أعلام الفيزياء في الإسلام (اشترك في تأليفه) (باللغة العربية).                                                |
| 16 | إسهام علماء العرب والمسلمين في الكيمياء (باللغة العربية).                                                    |
| 17 | إسهام علماء العرب والمسلمين في الصيدلة (باللغة العربية).                                                     |
| 18 | إسهام علماء العرب والمسلمين في علم النبات (باللغة العربية).                                                  |
| 19 | ترجمة: كتاب حساب التفاضل والتكامل للجامعات والهندسة التحليلية لتايلور - ويد (ثلاثة أجزاء) (اشترك في ترجمته). |
| 20 | الرياضيات الحديثة للصف الثاني والثالث ثانوي (أربعة أجزاء) (اشترك في تأليفها باللغة العربية).                 |
| 21 | إسهام علماء العرب والمسلمين في علم الحيوان (باللغة العربية).                                                 |
| 22 | المناحي العلمية عند القزويني - القزويني علامة المشرق والمغرب (باللغة العربية).                               |
| 23 | المناحي العلمية عند ابن سينا (باللغة العربية).                                                               |
| 24 | مصادر علم الصيدلة عند العرب والمسلمين الأوائل (باللغة العربية).                                              |
| 25 | رواد علم الفلك في الحضارة العربية والإسلامية (باللغة العربية).                                               |
| 26 | رواد علم الجغرافيا في الحضارة العربية والإسلامية (باللغة العربية).                                           |
| 27 | إسهام علماء المسلمين الأوائل في تطور علوم الأرض (باللغة العربية).                                            |
| 28 | طرق تدريس الرياضيات (جزأين) (باللغة العربية) (اشترك في تأليفهما).                                            |
| 29 | روائع الحضارة العربية والإسلامية في العلوم (باللغة العربية).                                                 |
| 30 | أعلام العرب والمسلمين في الطب.                                                                               |
| 31 | رواد علم الطب في الحضارة العربية.                                                                            |
| 32 | موسوعة نوابغ العرب والمسلمين في العلوم الرياضية (باللغة العربية).                                            |
| 33 | إسهام علماء المسلمين في الرياضيات (باللغة العربية) (اشترك في تأليفه).                                        |
| 34 | علماء العرب والمسلمين وأثارهم في البحث العلمي (باللغة العربية).                                              |
| 35 | الرياضيات ما لها وما عليها (باللغة العربية).                                                                 |
| 36 | رواد العلوم الرياضية في الحضارة العربية والإسلامية (باللغة العربية).                                         |
| 37 | مكانة علم التاريخ في الحضارة العربية والإسلامية (باللغة العربية).                                            |
| 38 | الجداول الرياضية (اشترك في تأليفه).                                                                          |
| 39 | الصراع بين العرب وإسرائيل (باللغة الإنجليزية).                                                               |